# Sigizzone junior
Sigizzone iuniore  est un cardinal italien de l'Église catholique du XIIe siècle, nommé par le pape Pascal II. 

## Biographie
Le pape Pascal II le  crée  cardinal  lors du consistoire de 1117.  Rainiero participe à l'élection du pape Gélase II en 1118 et à l'élection du pape Honoré II en 1124. Il participe aussi à l'élection de l'antipape Anaclet II en 1130.